# 謝玄珧
謝玄珧（？—？），福建泉州府南安县民籍，晋江县人。明朝政治人物。

## 生平
天啓元年（1621年）辛酉科福建乡试举人，天啓五年（1625年）乙丑科進士，授宣城县知县，在敬亭山腰建最高亭，崇祯元年戊辰又复建翠雲菴雲齊閣，吴伯與记。崇祯四年升任礼科给事中，上言简用辅臣，选择将帅二事，皇帝嘉許並采納了他的建議，四年闰十一月初二日，盗賊進入四川廵抚张论卧室内，窃去關防大印，谢玄珧弹劾其疏劣无能，请求罢斥，帝命部院从重参看。历官浙江按察司副使、布政司左参政。崇祯六年癸酉秋，与黄景昉、林胤昌同建珧云亭于清源山南台。